# Lamine Ndao
Cet article concerne le joueur sénégalais né en 1994. Pour le joueur ivoirien né en 1993, voir Lamine N'Dao.
Mouhamadou Lamine Ndao, né le 19 décembre 1994 à Dakar, est un footballeur sénégalais qui évolue au poste d'attaquant.

## Biographie

### Valenciennes FC
Arrivé du Sénégal en janvier 2013 au centre de formation, Lamine Ndao signe son premier contrat professionnel en faveur du Valenciennes FC le 22 mai 2014.
Il fait ses débuts en pro le 1er août 2014 lors de la première journée de Ligue 2. Il marque son premier but lors d'un déplacement à Maubeuge le 15 novembre 2014 dans le cadre du septième tour de la Coupe de France.
Le 29 juillet 2016, lors de la première journée de la saison 2016-2017, il inscrit le premier but du championnat en marquant dès la 4e minute face à Clermont.

### US Quevilly-Rouen
Le 22 janvier 2018, il est libéré de son contrat par le VAFC et il rejoint l'US Quevilly-Rouen Métropole. Il explique alors que son ancien club ne l'a pas libéré facilement, malgré son faible temps de jeu et les engagements pris.

### Gazélec Ajaccio
Le 24 janvier 2019, Ndao rejoint le Gazélec Football Club Ajaccio.

## Statistiques
| Saison                | Club                  | Championnat           | Championnat | Championnat | Championnat | Coupe nationale | Coupe nationale | Coupe nationale | Coupe de la Ligue | Coupe de la Ligue | Coupe de la Ligue | Total | Total | Total |
| Saison                | Club                  | Division              | M.          | B.          | P.d.        | M.              | B.              | P.d.            | M.                | B.                | P.d.              | M.    | B.    | P.d.  |
| 2014-2015             | Valenciennes FC       | Ligue 2               | 24          | 1           | 0           | 4               | 1               | 0               | 1                 | 0                 | 0                 | 29    | 2     | 0     |
| 2015-2016             | Valenciennes FC       | Ligue 2               | 13          | 1           | 1           | 1               | 0               | 0               | 0                 | 0                 | 0                 | 14    | 1     | 1     |
| 2016-2017             | Valenciennes FC       | Ligue 2               | 27          | 3           | 1           | 1               | 0               | 0               | 0                 | 0                 | 0                 | 28    | 3     | 1     |
| 2017-2018             | Valenciennes FC       | Ligue 2               | 3           | 0           | 0           | 0               | 0               | 0               | 1                 | 0                 | 1                 | 4     | 0     | 1     |
| Sous-total            | Sous-total            | Sous-total            | 67          | 5           | 2           | 6               | 1               | 0               | 2                 | 0                 | 1                 | 75    | 6     | 3     |
| 2017-2018             | US Quevilly-Rouen     | Ligue 2               | 12          | 7           | 0           | -               | -               | -               | -                 | -                 | -                 | 12    | 7     | 0     |
| Sous-total            | Sous-total            | Sous-total            | 12          | 7           | 0           | 0               | 0               | 0               | 0                 | 0                 | 0                 | 12    | 7     | 0     |
| 2018-2019             | Waasland-Beveren      | Jupiler Pro League    | 7           | 0           | 0           | 1               | 0               | 0               | -                 | -                 | -                 | 8     | 0     | 0     |
| Sous-total            | Sous-total            | Sous-total            | 7           | 0           | 0           | 1               | 0               | 0               | 0                 | 0                 | 0                 | 8     | 0     | 0     |
| 2018-2019             | Gazélec Ajaccio       | Ligue 2               | 13          | 1           | 1           | -               | -               | -               | -                 | -                 | -                 | 13    | 1     | 1     |
| Sous-total            | Sous-total            | Sous-total            | 13          | 1           | 1           | 0               | 0               | 0               | 0                 | 0                 | 0                 | 13    | 1     | 1     |
| 2019-2020             | US Quevilly-Rouen     | National              | 11          | 1           | 1           | 2               | 0               | 0               | -                 | -                 | -                 | 13    | 1     | 1     |
| Sous-total            | Sous-total            | Sous-total            | 11          | 1           | 0           | 2               | 0               | 0               | 0                 | 0                 | 0                 | 13    | 1     | 0     |
| 2020-2021             | US Concarneau         | National              | 17          | 4           | 0           | 1               | 0               | 0               | -                 | -                 | -                 | 18    | 4     | 0     |
| Sous-total            | Sous-total            | Sous-total            | 17          | 4           | 0           | 1               | 0               | 0               | 0                 | 0                 | 0                 | 18    | 4     | 0     |
| 2021-2022             | Le Puy Foot           | National 2            | 7           | 1           | 0           | 0               | 0               | 0               | -                 | -                 | -                 | 7     | 1     | 0     |
| Sous-total            | Sous-total            | Sous-total            | 7           | 1           | 0           | 0               | 0               | 0               | 0                 | 0                 | 0                 | 7     | 1     | 0     |
| 2022-2023             | US Feurs              | National 3            | 12          | 1           | 0           | 0               | 0               | 0               | -                 | -                 | -                 | 12    | 1     | 0     |
| Sous-total            | Sous-total            | Sous-total            | 12          | 1           | 0           | 0               | 0               | 0               | 0                 | 0                 | 0                 | 12    | 1     | 0     |
| Total sur la carrière | Total sur la carrière | Total sur la carrière | 146         | 20          | 4           | 10              | 1               | 0               | 2                 | 0                 | 1                 | 158   | 21    | 5     |